# Düvier
Düvier è una frazione del comune di Loitz del Meclemburgo-Pomerania Anteriore, in Germania.
Fino al giugno del 2012 era comune autonomo.